# Wierchlesie
Wierchlesie (dodatkowa nazwa w j. niem. Wierschlesche, śl. Wierszlejsie) – wieś w Polsce położona w województwie opolskim, w powiecie strzeleckim, w gminie Jemielnica.

## Nazwa
Nazwa wioski pochodzi od dwóch staropolskich słów - las oraz wierch oznaczający wierzch lub górną część. Heinrich Adamy w swoim dziele o nazwach miejscowości na Śląsku wydanym w 1888 roku we Wrocławiu jako najstarszą zanotowaną nazwę wsi podaje Wierchlesie tłumacząc jej znaczenie słowem "Oberwald" czyli "Górny las".
W latach 1975–1998 miejscowość administracyjnie należała do ówczesnego województwa opolskiego.